# Королевская опера Валлонии
«Короле́вская о́пера Валло́нии» (фр. Opéra royal de Wallonie) — оперный театр в Льеже, один из крупнейших в Бельгии, наряду с Фламандской оперой и театром де ла Монне. Оперная труппа ведёт свой отсчёт с 1967 года и занимает здание Королевского театра, расположенного в центре Льежа, на Оперной площади. Вместимость зрительного зала — 1041 место.

## История

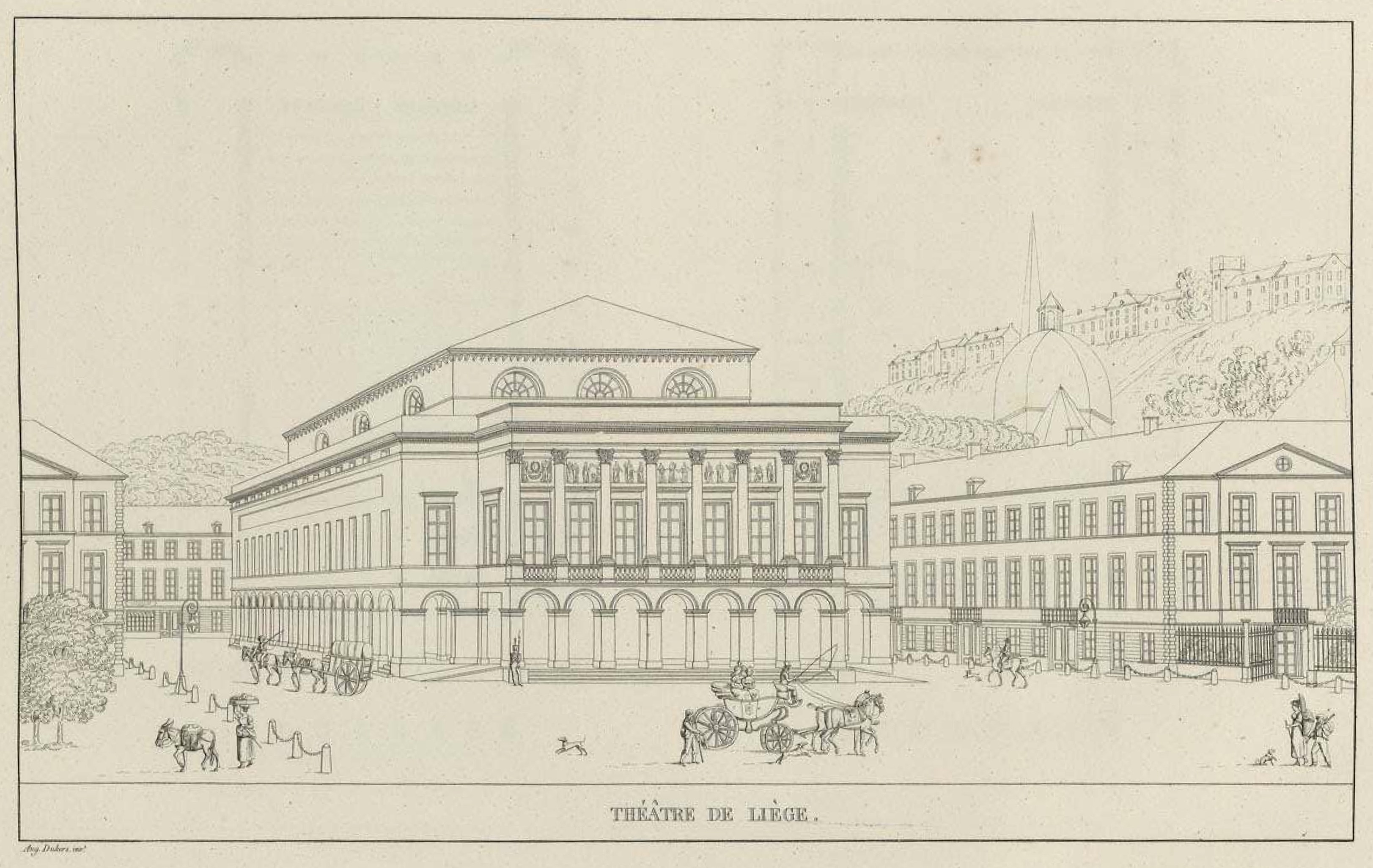
Льежский театр, гравюра П.-Ж. Гутгебейра, 1827.

Здание Королевского театра построено по проекту архитектора Огюста Дюкера (Auguste Dukers). Первый камень был заложен 1 июля 1818 года актрисой мадмуазель Марс. В качестве строительных материалов использовались сохранившиеся части разрушенного в 1789 году во время Льежской революции средневекового собора Св. Ламберта. Официальное открытие театра состоялось 4 ноября 1820 года.
В 1842 году перед зданием был установлен памятник Андре Гретри работы скульптора Гийома Гефа, в основании которого было захоронено сердце родившегося в Льеже композитора.
В 1854 году здание театра перешло в собственность города. В 1861 году оно подверглось значительной перестройке: проект архитектора Жюльен-Этьена Ремона предусматривал удлинение здания и его расширение. При этом количество зрительных мест увеличилось с 1066 до 1554, на балконах появились скамейки, чтобы зрители могли сидеть во время представления, а неоклассическое убранство зала было заменено на новое, в стиле Второй Империи. В 1887 году в здание было проведено электричество.

Плафон театра

Театр сильно пострадал во время Первой мировой войны, когда город был оккупирован немецкими войсками. Помещения использовались для военных нужд, здесь размещалось общежитие для солдат. Представления снова начали даваться в октябре 1919 года.
В 1930 году в связи с проведением в городе Всемирной выставки на фронтоне появляются аллегорические скульптуры, выполненные льежским скульптором Оскаром Берхманом.
С 1967 года в здании размещается труппа Королевской оперы Валлонии.

## Реконструкция
В течение трех лет (март, 2009 — сентябрь, 2012) театр находился на реставрации. В ходе реконструкции был расширен зрительный зал, отреставрирован фасад и внутренние помещения, заменено все звуковое оборудование.
Начиная с ноября 2009 года основной сценической площадкой стал «Дворец Оперы» — палаточный лагерь под открытым небом, включавший целый комплекс сооружений: сцену, зрительный зал на 1136 мест, офисные и технический помещения. 
Открытие обновлённого здания театра состоялось 19 сентября 2012 года, в этот день была дана премьера оперы Сезара Франка «Страделла» (1841).

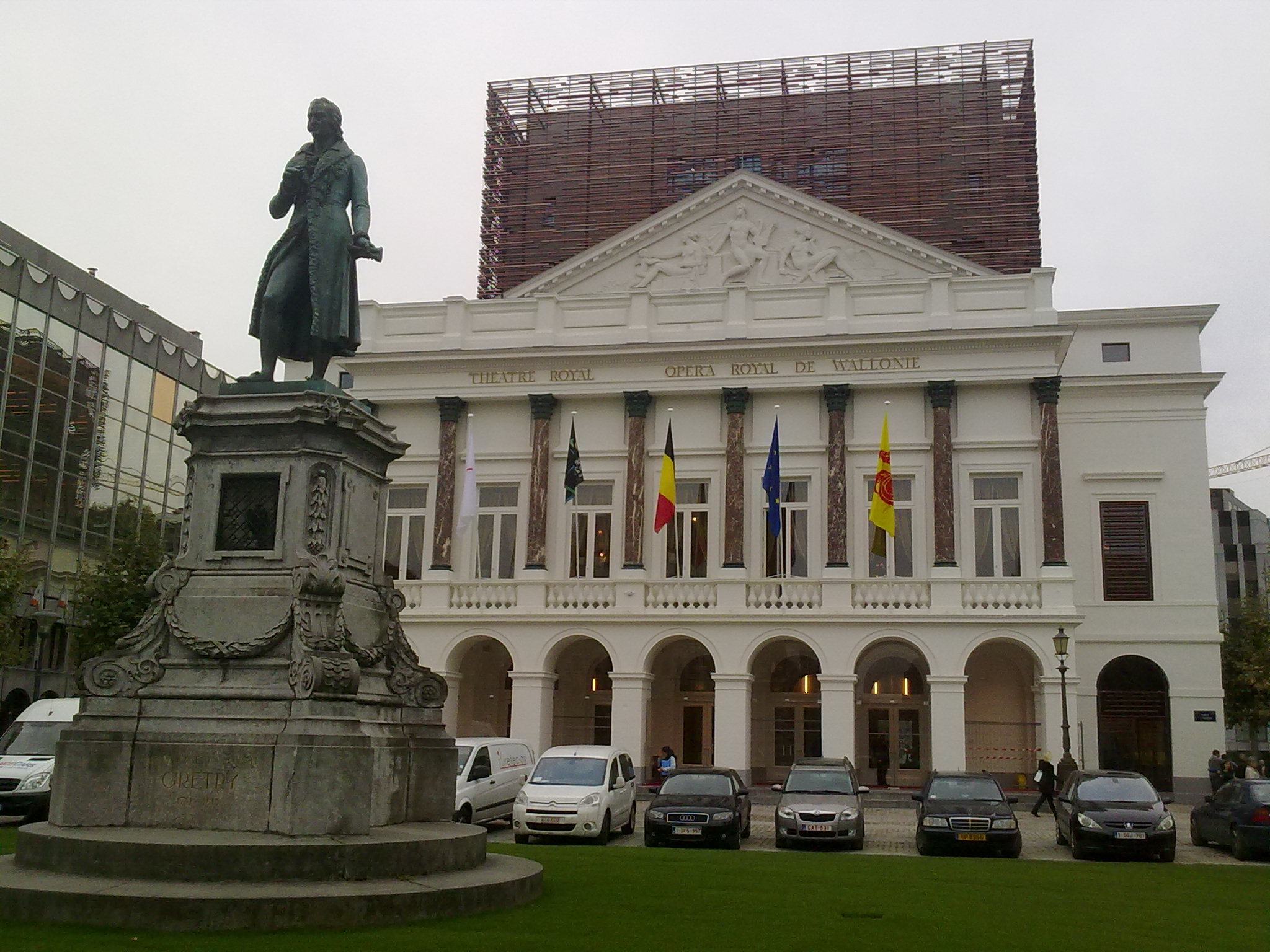
Королевская опера и памятник Андре Гретри, 2013 год.

## Репертуар
В репертуаре представлены оперы итальянских (Верди, Россини, Доницетти), немецких (Вагнер) и французских (Франк) композиторов. Благодаря тому, что директор театра Стефано Маццони ди Пралафера стремится расширить международные контакты с другими оперными театрами, начиная с 2007 года в Льеже выступали Элина Гаранча, Хосе Кура, Хуан Диего Флорес и Руджеро Раймонди, который не только участвовал в таких постановках, как «Тоска» (2007), «Фальстаф» (2009), «Борис Годунов» (2010), но и стал режиссёром опер «Аттила» (сентябрь 2013) и «Осуждение Фауста» (январь 2017).
Наряду с операми и концертами в театре проходят конференции и кинопоказы.